# 108
108 (сто и осма) година по юлианския календар е високосна година, започваща в събота. Това е 108-а година от новата ера, 108-а година от първото хилядолетие, 8-а година от 2 век, 8-а година от 1-вото десетилетие на 2 век, 9-а година от 100-те години. В Рим е наричана Година на консулството на Требоний и Брадуа (или по-рядко – 861 Ab urbe condita, „861-вата година от основаването на града“).

## Събития
- Консули в Рим са Апий Требоний Гал и Марк Метилий Брадуа.